# 卡莫坦
14°49′0″N 89°22′54″W / 14.81667°N 89.38167°W
卡莫坦（西班牙語：Camotán），是危地馬拉的城鎮，位於該國東部，由奇基穆拉省負責管轄，面積232平方公里，海拔高度576米，2002年人口36,226，人口密度每平方公里156.15人。